# Taraxacum vindobonense
Taraxacum vindobonense — вид квіткових рослин з підродини цикорієвих (Cichorioideae).

## Поширення
Німеччина (Баварія), Австрія, Польща, Чехія, Словаччина, Угорщина, Україна.

## Біоморфологічна характеристика
Це багаторічна рослина. Належить до Taraxacum sect. Palustria. Висота 0.12–0.3 метра. Квіточки жовті.